# Diana Coromines i Calders
Diana Coromines i Calders   (Barcelona, 1978) és una periodista, traductora, editora i diplomàtica catalana. És editora de BonPort, una editorial de llibres digitals. Publica regularment a la revista cultural Núvol i a Racó Català.

## Trajectòria
Va estudiar Comunicació Audiovisual. El 2011 es va doctorar en Traducció i Interpretació a la Universitat Pompeu Fabra amb una tesi sobre la traducció de la ironia en l'obra de l'escriptor alemany Günter Grass. Amb Montserrat Alabau i Laia Morena va animar el Grup del Llibre, una cooperativa per la difusió de la literatura en català. Membre fundadora del Grup Koiné, el març de 2016 va ser una de les promotores i signants del manifest «Per un veritable procés de normalització lingüística a la Catalunya independent» del Grup Koiné.
Va ser tècnica d'assumptes públics de la delegació del govern de la Generalitat de Catalunya a Dinamarca i els països nòrdics, amb seu a Copenhaguen durant l'etapa àlgida del procés independentista català. Anteriorment va ser també tècnica al Diplocat. Va ser-ne acomiadada per l'aplicació de l'article 155 a Catalunya i el tancament de les delegacions de la Generalitat a l'estranger l'any 2017. Posteriorment, Coromines ha destacat entre els extreballadors de la Generalitat del mandat de Carles Puigdemont per haver criticat públicament les decisions del govern arran de la suspensió dels efectes de la Declaració d'Independència i, en particular, de la seva superior a Copenhaguen, la delegada Francesca Guardiola.
Es va presentar com a candidata a les primàries a l'alcaldia de Barcelona on va quedar en cinquena posició a la primera volta i va ser triada com a número tres de la candidatura Barcelona és capital amb Jordi Graupera.

## Obra publicada
- 2014: Avel·lí Artís i Balaguer. Vida i Obra. ISBN 9788498505870
- 2015: Viatge al cor de la bona governança. ISBN 849416516X
- 2016: Agafi's fort el barret, senyora Jensen. ISBN 978-84-945416-1-2
- 2019: Sobre el feixisme, l'exili i la llengua[14][15]